# Decatopseustis
Decatopseustis is een geslacht van vlinders van de familie tastermotten (Gelechiidae).

## Soorten
- D. cataphanes Common, 1958
- D. xanthastis (Lower, 1896)